# Spil Games
Spil Games es un desarrollador de videojuegos holandés con sede en Hilversum. La empresa publica juegos gratuitos para dispositivos Android e iOS, así como para la plataforma Facebook.

## Historia
Peter Driessen y Bennie Eeftink fundaron Spill Group en 2001. La empresa lanzó su primer sitio web de juegos, spelletjes.nl, en 2004.
En 2007, Spill Group adquirió una participación mayoritaria en la empresa china de desarrollo de juegos zLong y comenzó a producir juegos. Ese mismo año, la empresa también expandió sus portales a Estados Unidos y el Reino Unido.
La adquisición en 2008 del sitio/comunidad de MMO (juegos multijugador masivos en línea), onrpg.com, llevó a la empresa al segmento de los MMORPG.[cita requerida]
En julio de 2008, el grupo Spill cambió el nombre de la empresa y la rebautizó como Spil Games.[cita requerida]
En 2012, se informó que GirlsGoGames.com, la página web de Spil Games para adolescentes con sede en Estados Unidos, era uno de los principales sitios web que las niñas estadounidenses visitaban cuando estaban en línea. Las niñas jugaban con mayor frecuencia a juegos que incluían cocinar, disfrazarse y concursos. El juego más popular al que jugaban las niñas en GirlsGoGames.com era Pet Party.
En total, Spil Games amplió su enfoque segmentado y localizado con más de 50 sitios web donde las personas pueden jugar juegos en línea en 20 idiomas.[cita requerida] El 80% de sus juegos son de desarrolladores externos, a partir de 2012. Esto llega a una gran audiencia de 190 millones de usuarios mensuales en promedio.
En mayo de 2014, la empresa anunció que despediría a una parte sustancial de su fuerza laboral (90 de 240 puestos de tiempo completo) como resultado de un cambio del sitio web a los juegos para móviles y tabletas.
En septiembre de 2014, la empresa se reorganizó, cerró su estudio de desarrollo holandés y se concentró en la publicación de juegos móviles.

### Cambio de rumbo
En febrero de 2015, se nombró un nuevo director ejecutivo. Tung Nguyen-Khac había sido director ejecutivo de la división de juegos de la empresa de televisión alemana ProSiebenSat1. Venturebeat comentó sobre el cambio: "Con el crecimiento de la industria de los juegos para móviles hasta alcanzar los 25.000 millones de dólares en 2014, no es sorprendente que una empresa como Spil busque un nuevo liderazgo que la ayude a obtener una mayor participación en esa acción". El 16 de agosto de 2016, Spil Games anunció que había alcanzado los 100 millones de descargas en los últimos 12 meses. PocketGamer dijo sobre el anuncio que Spil "originalmente esperaba alcanzar este hito para fines de 2016, y ahora ha revisado su objetivo hasta los 150 millones para fin de año".
En febrero de 2017, la compañía había logrado 200 millones de descargas móviles. Esta cifra aumentó a 250 millones en julio de 2017.  La empresa anunció que alcanzó los 300 millones de instalaciones en marzo de 2018, con un crecimiento orgánico del 95%. VentureBeat afirmó que esto es "un testimonio del método de la empresa de probar títulos en la web y luego volver a publicar los títulos más populares como aplicaciones móviles".
El 24 de mayo de 2018, se anunció que el director de operaciones de Spil, Timm Geyer, había sido nombrado nuevo director ejecutivo de la empresa. Según informó PocketGamer.biz su objetivo será desarrollar la estrategia de Spil de llevar sus IP web más exitosas a los dispositivos móviles.[cita requerida]

### Nuevos juegos
En la primera parte de 2016, la compañía anunció y lanzó varias marcas de juegos. En febrero de 2016, compró los derechos del juego clásico Creatures. En abril de 2016, el fundador de Atari, Nolan Bushnell, anunció que trabajaría con Spil para desarrollar varios juegos móviles nuevos. En mayo de 2016, Spil Games adquirió el portal de juegos de navegador Mousebreaker.
Europacorp, el estudio cinematográfico de Luc Besson, seleccionó a Spil Games para crear el juego móvil oficial de Valerian and the City of a Thousand Planets, la próxima película de ciencia ficción del director, valorada en 180 millones de dólares. La compañía reveló los primeros detalles sobre el juego en mayo de 2017.
Facebook eligió Spil Games será socio de lanzamiento de Instant Games el 29 de noviembre. Endless Lake de Spil es uno de los 17 juegos que se presentarán en Instant Games, donde los jugadores pueden jugar directamente en Messenger o en su sección de noticias de Facebook. Tres semanas después, Facebook nombró a Endless Lake como uno de sus juegos del año. Spil Games lanzó su segundo juego instantáneo, Tomb Runner, en abril de 2017.
En mayo de 2017, Spil Games lanzó Operate Now: Hospital, un juego de simulación de hospital para iOS y Android. El juego superó las 10 millones de instalaciones en 6 meses.
Spil Games publicó Mahjong Crimes en noviembre de 2017; un nuevo juego que combina el solitario Mahjong y el misterio de asesinato "Asesinato en el Orient Express" de Agatha Christie.
En junio de 2019, Azerion adquirió la división de juegos móviles de Spil Games, junto con una participación del 5% en la propia empresa, en términos no revelados. Posteriormente, Azerion adquirió el resto de Spil Games en febrero de 2020 e instaló a Erol Erturk como director general.

## Audiencia
En el sector móvil, la empresa empezó de la nada y en 2015 tuvo 50 millones de instalaciones. En febrero de 2017, la compañía había logrado 200 millones de descargas móviles. En marzo de 2018, la compañía alcanzó las 300 millones de instalaciones. Las instalaciones son impulsadas por juegos como la serie Troll Face Quest, que ha acumulado 100 millones de instalaciones, Uphill Rush, que ha obtenido 25 millones de descargas, y Operate Now: Hospital, que tiene 15 millones.